# Cengiz Doğu
Cengiz Doğu (* 1. August 1945 in Bergama, Türkei; † 14. November 2019 in Dachau) war ein türkisch-deutscher Publizist, Dichter, Drehbuchautor und Menschenrechtsaktivist türkischer Herkunft.

## Leben
Doğu besuchte das Gymnasium in Izmir und studierte von 1965 bis 1974 in Istanbul türkische Sprache und Literatur. Er war seit 1966 politisch aktiv, näherte sich ideologisch der Türkischen Arbeiterpartei und war 1968 Mitbegründer des „Studentenvereins der Turkologie“.
Nach dem Militärputsch 1971 wurden alle Vereine verboten, Cengiz Doğu kam für 20 Tage ins Gefängnis. Seinen Militärdienst absolvierte er von 1975 bis 1977, sein Studium wurde 1977 annulliert. Er arbeitete als Zeitungskorrektor und reiste 1978 in die Bundesrepublik Deutschland aus, kehrte jedoch nach einigen Monaten in die Türkei zurück. Doch nach dem Militärputsch 1980 musste Doğu um sein Leben fürchten und floh nach Deutschland.
Von 1981 bis 1988 lebte er in Neuburg an der Donau im Sammellager für Asylbewerber, wo er den Gedichtband Das Lager gleicht nicht den Kerkern Anatoliens verfasste. Da sein Asylantrag abgelehnt wurde, musste er jahrelang mit der Abschiebung in die Türkei rechnen, obwohl sich viele Menschen für sein Bleiberecht einsetzten: Abgeordnete des Europaparlaments, der Schriftstellerverband, Asylkreise. In Neuburg gingen Menschen für ihn auf die Straße und sammelten Unterschriften gegen seine drohende Abschiebung. 1989 heiratete er Lili Schlumberger, damals Sprecherin des Bayerischen Flüchtlingsrats, und zog zu ihr nach Dachau. 1991 wurde er als Asylberechtigter anerkannt, die deutsche Staatsbürgerschaft erhielt er 1997.
Doğus Gedichte und Prosatexte wurden in mehreren Büchern und Publikationen veröffentlicht, er engagierte sich in Deutschland mit Lesungen und Aktionen für Flüchtlinge, für Menschenrechte und gegen Rassismus; seinen Lebensunterhalt verdiente er als Lagerist. Für den mit dem Prädikat „wertvoll“ ausgezeichneten Dokumentar-Kurzfilm Asyl (1984) von Friedrich Klütsch entwickelte er gemeinsam mit Osvaldo Bayer und Urs M. Fiechtner das Drehbuch. Der Film wurde 1984 auf dem Internationalen Festival der Filmhochschulen München gezeigt und gewann bei den Internationalen Kurzfilmtagen Oberhausen den Preis der deutschen Filmkritik.
1989 wurde Doğu Mitglied im Verband Deutscher Schriftsteller und von 1994 bis 2006 war er Mitglied der Münchner Gruppe des Werkkreises Literatur der Arbeitswelt. Doğus eigene Erfahrung im Sammellager brachte er auch in die Gespräche mit den ehemaligen Häftlingen bei ihren Besuchen in der KZ-Gedenkstätte Dachau mit ein.
Cengiz Doğu starb nach langer Krankheit in Dachau und wurde auf Wunsch seiner Witwe in kleinem Kreis auf dem Waldfriedhof beerdigt.

## Lyrisches Werk
Aus bitteren Erfahrungen von Haft, Flucht, Lager und Exil stammen Doğus lyrische Gedichte, Prosabeiträge und Buchveröffentlichungen in deutscher und türkischer Sprache. Menschen flüchten, „wenn die Menschenjäger mit ihrer Treibjagd beginnen […], wenn die Stimme der Folter den Platz des Lachens einnimmt […]“, schrieb Doğu in einem Gedicht. Vor allem sein Gedicht Warum sind Sie aus Ihrem Land geflüchtet? wurde mehrfach abgedruckt.
1988 erschien Doğus zweisprachige Gedichtesammlung Das Lager gleicht nicht den Kerkern Anatoliens. In sieben Jahren im Sammellager in Neuburg hatte er Gedichte geschaffen, in denen er das traurige Lied des Asyls singt, die Sehnsucht nach der Heimat und nach Freiheit für sein Land, aber auch kraftvolle Verse von Liebe, Leben und Tod. Den langen Nächten im Lager stellt er „die kleinen, erbärmlichen Zellen der anatolischen Kerker, in denen die Menschheit blutet“, gegenüber. Auch der Donauer Wald, den er „seit dreieinhalb Jahren“ kennenlernt, findet in seinem weiteren Gedichtbuch Neuburg-Lieder Widerspiegelung. Genau wie der Wald kann Doğu „seine Stelle nicht wechseln“. Als sein Gedichtband von den Kerkern Anatoliens 20 Jahre nach der Erstausgabe in einer erweiterten Neuauflage erschien, konnte er Lesungen wegen seiner fortschreitenden Erkrankung nicht mehr wahrnehmen.

## Werke

### Monografien
- Das Lager gleicht nicht den Kerkern Anatoliens. Benzemiyor Anadolu hapishanelerine Neuburg'un mülteci kampı. Gedichte zweisprachig, Deutsch und Türkisch, Übersetzung Herbert Kugler, Verlag Schanzer Journal, Ingolstadt 1988. Zweite korrigierte und erw. Aufl. übers. v. Cengiz Doğu, Herbert Kugler und Lili Schlumberger-Dogu, Frieling, Berlin 2008, ISBN 978-3-8280-2602-5
- Neuburg-Lieder, Edition Pergamon, Selbstverlag, Dachau 1998
- Der Mensch, Books on Demand, Norderstedt 2009, ISBN 978-3-8370-3525-4
- Flüchtlinge: Die Straßenkinder der Menschheit. Books on Demand, Norderstedt 2009, ISBN 978-3-8370-8117-6

### Beiträge
- Bericht aus Mamak. In: Anja Tuckermann (Hrsg.): In die Flucht geschlagen : Geschichten aus dem bundesdeutschen Asyl (= Sammlung Luchterhand. Nr. 0852). Luchterhand Literaturverlag, Frankfurt am Main 1989, ISBN 978-3-630-61852-4, S. 144–150.
- Warum sind Sie aus Ihrem Land geflüchtet. In: Anja Tuckermann (Hrsg.): In die Flucht geschlagen : Geschichten aus dem bundesdeutschen Asyl (= Sammlung Luchterhand. Nr. 0852). Band 0852. Luchterhand Literaturverlag, Frankfurt am Main 1989, ISBN 978-3-630-61852-4, S. 151–157.

### Drehbuch
- Asyl, Dokumentarfilm; Drehbuch mit Osvaldo Bayer und Urs M. Fiechtner; Kurzfilm (16 min) 1984, Regie: Friedrich Klütsch